# Árni Vilhjálmsson
Árni Vilhjálmsson (ur. 9 maja 1994 w Rejkjawiku) – islandzki piłkarz, grający na pozycji napastnika.

## Kariera piłkarska

### Kariera klubowa
W 2010 rozpoczął karierę piłkarską w drużynie Breiðablik UBK. W sierpniu 2012 został wypożyczony do Haukaru. W 2015 przeszedł do Lillestrøm SK, skąd wrócił do Breiðabliku w 2016, gdzie grał na zasadach wypożyczenia. 16 stycznia 2017 podpisał kontrakt z Jönköpings Södra IF. 4 września 2018 jako wolny agent zasilił skład Termaliki Nieciecza. 28 lutego 2019 został wypożyczony do Czornomorca Odessa. 22 listopada 2019 podpisał kontrakt z Kołosem Kowaliwka.

### Kariera reprezentacyjna
W latach 2010–2012 występował w juniorskich reprezentacjach U-17 i U-19. Od 2013 bronił barw młodzieżowej reprezentacji. W 2017 debiutował w narodowej reprezentacji Islandii.

## Sukcesy i odznaczenia

### Sukcesy klubowe
Breiðablik UBK
- mistrz Islandii: 2010